# ولپک
ولپک (به آلمانی: Velpke) یک شهر در آلمان است که در نیدرزاکسن واقع شده‌است.

## خصوصیات
ولپک ۱۹٫۷۰ کیلومترمربع مساحت دارد ۷۷ متر بالاتر از سطح دریا واقع شده‌است.